# 성적인 장면 조정자
성적인 장면 조정자 또는 인티머시 코디네이터(intimacy coordinator)는 연극, 영화 및 TV 제작에서 섹스 장면이나 기타 친밀한 장면에 참여하는 배우의 안녕을 보장하는 영화 또는 TV 제작진의 구성원이다. 인티머시 코디네이터는 감독, 동작 감독 및 안무가와 긴밀히 협력하여 배우 및 다른 제작진과 함께 친밀한 장면을 계획하는 데 도움을 준다.

## 기능
이 기능을 옹호하는 알리시아 로디스, 토니아 시나, 시오반 리처드슨이 2016년에 설립한 비영리 조직인 인티머시 디렉터스 인터내셔널(Intimacy Directors International)에 따르면, 성적인 장면 조정자는 다음을 보장해야 한다.
- 모든 스태프와 배우들은 친밀감의 맥락을 이야기의 일부로 인식하고 있으며,
- 참가자들 사이에 친밀한 관계에 대한 의사소통이 이루어지며 괴롭힘을 신고할 수 있는 방법이 있다.
- 배우들은 모든 친밀한 장면에 지속적으로 동의한다.
- 모든 친밀감 장면은 사전에 합의된 안무에 따라 수행되며,
- 배우들은 친밀한 장면이 끝날 때마다 실제 상호작용으로의 복귀를 알리는 순간을 표시하도록 권장된다.
- 성적인 장면 조정자의 역할은 친밀한 장면 연출 기술을 전문으로 하는 "인티머시 안무가"의 역할과 구별해야 한다.